# Hendrik van Nassau-Hadamar
Hendrik van Nassau-Hadamar († vóór 1369), Duits: Heinrich Graf von Nassau-Hadamar, was graaf van Nassau-Hadamar, een deel van het graafschap Nassau. Hij stamt uit de Ottoonse Linie van het Huis Nassau.

## Biografie
Hendrik was de vierde, maar oudst overlevende, zoon van graaf Johan van Nassau-Hadamar en Elisabeth van Waldeck, dochter van graaf Hendrik IV van Waldeck en Adelheid van Kleef.
Hendrik, die reeds sinds 1363, tijdens het leven van zijn vader, in meerdere oorkonden als meerderjarig voorkomt, volgde zijn vader op in het inmiddels zeer verarmde graafschap Nassau-Hadamar. Hendrik liet, in ieder geval formeel, zijn jongere broer Emico III aan de regering deelnemen. In 1367 schonk Hendrik enkele goederen in Ober- en Niederlahnstein aan Klooster Arnstein. 
Hendrik overleed vóór 1369, hij was waarschijnlijk ongehuwd en had geen wettige nakomelingen. Formeel werd Hendrik opgevolgd door zijn broer Emico III. Deze was echter zwakzinnig en ongeschikt voor de regering en werd door zijn familie opgesloten in Klooster Arnstein. De regering in Nassau-Hadamar werd overgenomen door zijn zwager Rupert van Nassau-Sonnenberg.

## Voorouders
| Voorouders van Hendrik van Nassau-Hadamar | Voorouders van Hendrik van Nassau-Hadamar                                                                 | Voorouders van Hendrik van Nassau-Hadamar                                            | Voorouders van Hendrik van Nassau-Hadamar                                            | Voorouders van Hendrik van Nassau-Hadamar                                            | Voorouders van Hendrik van Nassau-Hadamar                                            | Voorouders van Hendrik van Nassau-Hadamar                                                        | Voorouders van Hendrik van Nassau-Hadamar                                                    | Voorouders van Hendrik van Nassau-Hadamar                                                    |
| ----------------------------------------- | --- | ------------------------------------------------------------------------------------ | ------------------------------------------------------------------------------------ | ------------------------------------------------------------------------------------ | ------------------------------------------------------------------------------------ | ------------------------------------------------------------------------------------------------ | -------------------------------------------------------------------------------------------- | -------------------------------------------------------------------------------------------- |
| Betovergrootouders                        | Hendrik II ‘de Rijke’ van Nassau (ca. 1180–1247/50) ⚭ vóór 1215 Machteld van Gelre en Zutphen (?–na 1247) | Emico IV van Leiningen (?–1276/79) ⚭ Elisabeth (?–1263)                              | Koenraad I van Neurenberg (?–1260/61) ⚭ Clementia (?–?)                              | Albrecht I van Saksen (?–1260) ⚭ 1247/48 Helena van Brunswijk-Lüneburg (1223–1273)   | Hendrik III van Waldeck (?–1267) ⚭ Mechtild van Arnsberg (?–na 1298)                 | Hendrik I ‘het Kind’ van Hessen (1244–1308) ⚭ vóór 1263 Adelheid van Brunswijk-Lüneburg (?–1274) | Diederik V van Kleef (ca. 1226–1275) ⚭ 1255 Aleidis van Heinsberg (?–na 1303)                | Otto II ‘de Lamme’ van Gelre en Zutphen (?–1271) ⚭ 1252/54 Filippa van Dammartin (?–1277/81) |
| Overgrootouders                           | Otto I van Nassau (?–1289/90) ⚭ vóór 1270 Agnes van Leiningen (?–na 1299)                                 | Otto I van Nassau (?–1289/90) ⚭ vóór 1270 Agnes van Leiningen (?–na 1299)            | Frederik III van Neurenberg (?–1297) ⚭ vóór 1278 Helena van Saksen (?–1309)          | Frederik III van Neurenberg (?–1297) ⚭ vóór 1278 Helena van Saksen (?–1309)          | Otto I van Waldeck (?–1305) ⚭ vóór 1276 Sophia van Hessen (?–na 1331)                | Otto I van Waldeck (?–1305) ⚭ vóór 1276 Sophia van Hessen (?–na 1331)                            | Diederik VI van Kleef (1256/57–1305) ⚭ vóór 1279 Margaretha van Gelre en Zutphen (?–1282/87) | Diederik VI van Kleef (1256/57–1305) ⚭ vóór 1279 Margaretha van Gelre en Zutphen (?–1282/87) |
| Grootouders                               | Emico I van Nassau-Hadamar (?–1334) ⚭ vóór 1297 Anna van Neurenberg (?–1355/57)                           | Emico I van Nassau-Hadamar (?–1334) ⚭ vóór 1297 Anna van Neurenberg (?–1355/57)      | Emico I van Nassau-Hadamar (?–1334) ⚭ vóór 1297 Anna van Neurenberg (?–1355/57)      | Emico I van Nassau-Hadamar (?–1334) ⚭ vóór 1297 Anna van Neurenberg (?–1355/57)      | Hendrik IV van Waldeck (?–1348) ⚭ 1306 Adelheid van Kleef (?–na 1320)                | Hendrik IV van Waldeck (?–1348) ⚭ 1306 Adelheid van Kleef (?–na 1320)                            | Hendrik IV van Waldeck (?–1348) ⚭ 1306 Adelheid van Kleef (?–na 1320)                        | Hendrik IV van Waldeck (?–1348) ⚭ 1306 Adelheid van Kleef (?–na 1320)                        |
| Ouders                                    | Johan van Nassau-Hadamar (?–1364/65) ⚭ vóór 1331 Elisabeth van Waldeck (?–vóór 1385)                      | Johan van Nassau-Hadamar (?–1364/65) ⚭ vóór 1331 Elisabeth van Waldeck (?–vóór 1385) | Johan van Nassau-Hadamar (?–1364/65) ⚭ vóór 1331 Elisabeth van Waldeck (?–vóór 1385) | Johan van Nassau-Hadamar (?–1364/65) ⚭ vóór 1331 Elisabeth van Waldeck (?–vóór 1385) | Johan van Nassau-Hadamar (?–1364/65) ⚭ vóór 1331 Elisabeth van Waldeck (?–vóór 1385) | Johan van Nassau-Hadamar (?–1364/65) ⚭ vóór 1331 Elisabeth van Waldeck (?–vóór 1385)             | Johan van Nassau-Hadamar (?–1364/65) ⚭ vóór 1331 Elisabeth van Waldeck (?–vóór 1385)         | Johan van Nassau-Hadamar (?–1364/65) ⚭ vóór 1331 Elisabeth van Waldeck (?–vóór 1385)         |